# Couthures-sur-Garonne
 Couthures-sur-Garonne  es una población y comuna francesa, en la región de Aquitania, departamento de Lot y Garona, en el distrito de Marmande y cantón de Meilhan-sur-Garonne.

## Demografía
| 564 | 536 | 504 | 437 | 427 | 399 |
| Para los censos de 1962 a 1999 la población legal corresponde a la población sin duplicidades (Fuente: INSEE [Consultar]) |     |     |     |     |     |